# Шкло-Старжиська
Шкло-Старжи́ська — проміжна залізнична станція Львівської дирекції Львівської залізниці на лінії Затока — Яворів між станціями Янтарна (5 км) та Яворів (11 км). Розташована між селами Шкло та Старичі Яворівського району Львівській області.

## Історія
Станція відкрита 14 листопада 1903 року в складі локальної залізниці Львів (Клепарів) — Яворів, яка проходила через Янів, Верещицю та Старичі. У Старичах існувало дві станції — Шкло-Старжиська та Старжиська-Двур[джерело?].

## Пасажирські сполучення
До/від станції щоденно курсує одна пара приміських електропоїздів сполученням Львів — Шкло-Стражиська — Львів.
| Рух приміських електропоїздів по станції Шкло-Старжиська |                         |      |                         |                          |
| №                                                        | Маршрут сполучення      | №    | Маршрут сполучення      | Періодичність курсування |
| 6126                                                     | Шкло-Старжиська — Львів | 6125 | Львів — Шкло-Старжиська | Щоденно                  |
| 6106                                                     | Шкло-Старжиська — Львів | 6115 | Львів — Шкло-Старжиська | Скасований               |
| 6120                                                     | Шкло-Старжиська — Львів | 6121 | Львів — Шкло-Старжиська | Скасований               |

## Вантажні перевезення
Станція Шкло-Старжиська забезпечує роботу підприємств Шкла, які розташовані поруч: ТзОВ «Яворівський керамзитовий завод», ВАТ «Яворівський завод залізобетонних конструкцій», ТзОВ «Добромиль-Яворів», Яворівський гірничо-хімічний комбінат «Сірка» тощо. Від станції Шкло-Старжиська відгалужуються дві під'їзні колії, які не використовуються. Нині станція приймає декілька вантажних поїздів в залежності від замовлень вантажів для підприємств.

## Навчання «Joint Assistance-2005»
У жовтні 2005 року на залізничній станції проходили навчання «Joint Assistance-2005». Основною метою «Joint Assistance 2005» було відпрацювання механізму надання багатосторонньої допомоги державі-члену Організації із заборони хімічної зброї (ОЗХЗ), яка стала об'єктом терористичного нападу із застосуванням хімічної зброї.